# Oiseau Zimbabwe

Drapeau du Zimbabwe contenant l’oiseau Zimbabwe

Drapeau du Zimbabwe-Rhodésie 1979-1980

Drapeau de la Rhodésie du Sud 1968-1979

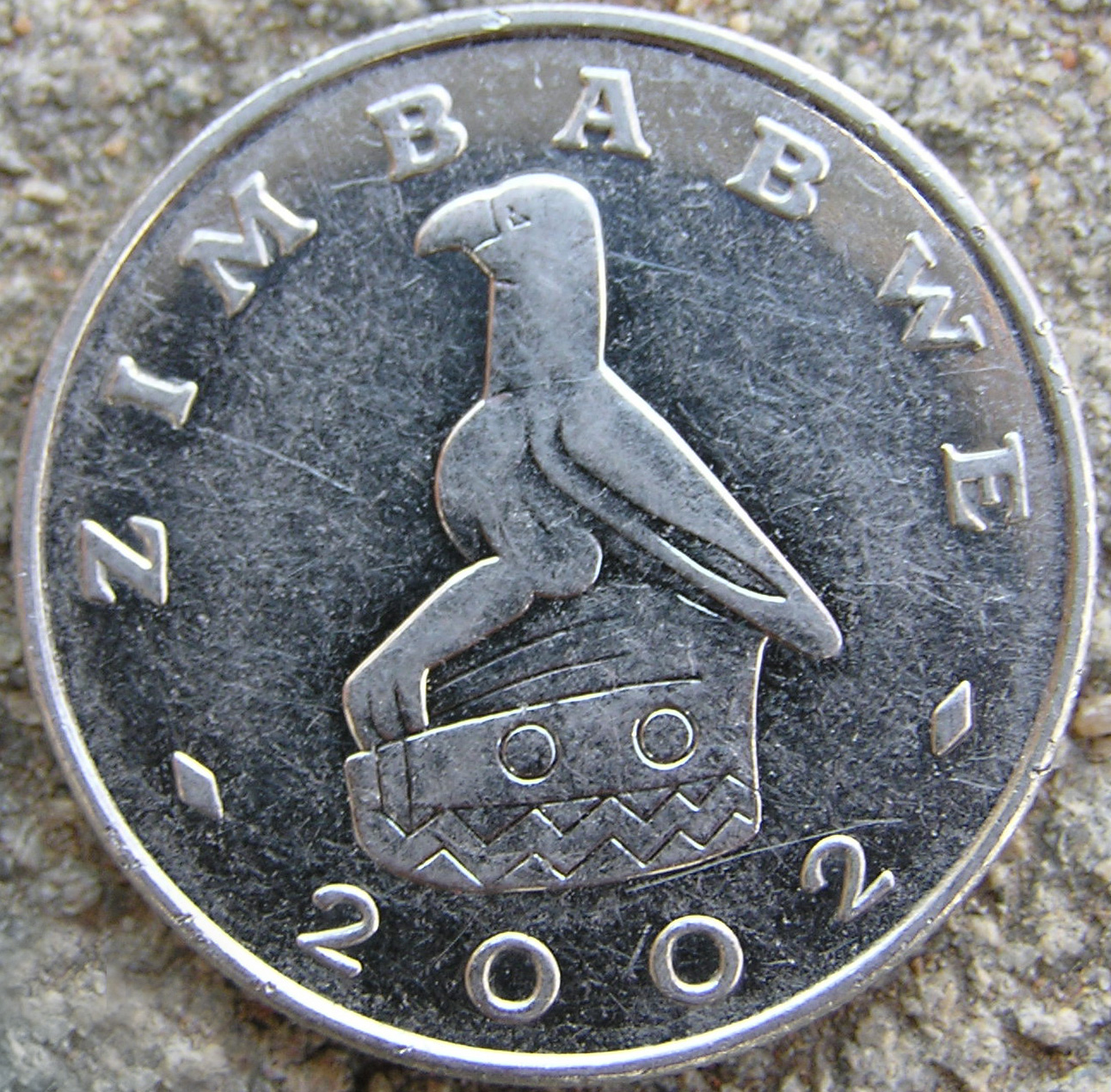
Monnaie du Zimbabwe représentant l'oiseau Zimbabwe

L’oiseau Zimbabwe sculpté dans la pierre est un emblème national du Zimbabwe, qui apparaît sur les drapeaux et armoiries nationaux tant du Zimbabwe que de la Rhodésie du Sud, ainsi que sur les billets et pièces de monnaie. Il représente probablement l’aigle bateleur des savanes (Terathopius ecaudatus).
Les célèbres statues d’oiseaux en stéatite (pierre à savon) se trouvaient sur les parois et les monolithes de la ville de Grand Zimbabwe, construites par les ancêtres des Shonas entre le XIIe et le XVe siècle. Les ruines, qui ont donné leur nom au Zimbabwe moderne, couvrent quelque 7,3 km² et constituent la plus grande construction ancienne en pierre du Zimbabwe.
Quand les ruines du Grand Zimbabwe ont été fouillées par des chasseurs de trésors à la fin du XIXe siècle, cinq des oiseaux sculptés qui y ont été découverts furent emportés en Afrique du Sud par Cecil Rhodes. Quatre des statues ont été restituées au Zimbabwe par le gouvernement sud-africain lors de l’indépendance, tandis que la cinquième est restée à Groote Schuur, l’ancienne résidence de Rhodes au Cap.